# Сен-Жан (коммуна)
Сен-Жан (фр. Saint-Jean, окс. Sant Joan lo Vièlh) — коммуна во Франции, находится в регионе Юг — Пиренеи. Департамент — Верхняя Гаронна. Входит в состав кантона Тулуза-15. Округ коммуны — Тулуза.
Код INSEE коммуны — 31488.

## География
Коммуна расположена приблизительно в 580 км к югу от Парижа, в 9 км к северо-востоку от Тулузы.

## Климат
Климат умеренно-океанический. Зима мягкая и снежная, весна характеризуется сильными дождями и грозами, лето сухое и жаркое, осень солнечная. Преобладают сильные юго-восточные и северо-западные ветры.

## Население
Население коммуны на 2010 год составляло 10 259 человек.
| 1962 | 1968 | 1975 | 1982 | 1990 | 1999 | 2010   |
| ---- | ---- | ---- | ---- | ---- | ---- | ------ |
| 650  | 1887 | 4787 | 6512 | 7168 | 8365 | 10 259 |

## Администрация
| Период | Период | Фамилия             | Партия                  | Примечания |
| ------ | ------ | ------------------- | ----------------------- | ---------- |
| 1983   | 1989   | Адонис Сатж         |                         |            |
| 1989   | 2012   | Жерар Бап           | Социалистическая партия |            |
| 2012   | 2020   | Мари-Доминик Везьян | Социалистическая партия |            |

## Экономика
В 2010 году среди 6549 человек трудоспособного возраста (15—64 лет) 4932 были экономически активными, 1617 — неактивными (показатель активности — 75,3 %, в 1999 году было 70,1 %). Из 4932 активных жителей работали 4563 человека (2274 мужчины и 2289 женщин), безработных было 369 (168 мужчин и 201 женщина). Среди 1617 неактивных 580 человек были учениками или студентами, 628 — пенсионерами, 409 были неактивными по другим причинам.

## Достопримечательности
- Церковь Св. Иоанна Крестителя

## Фотогалерея

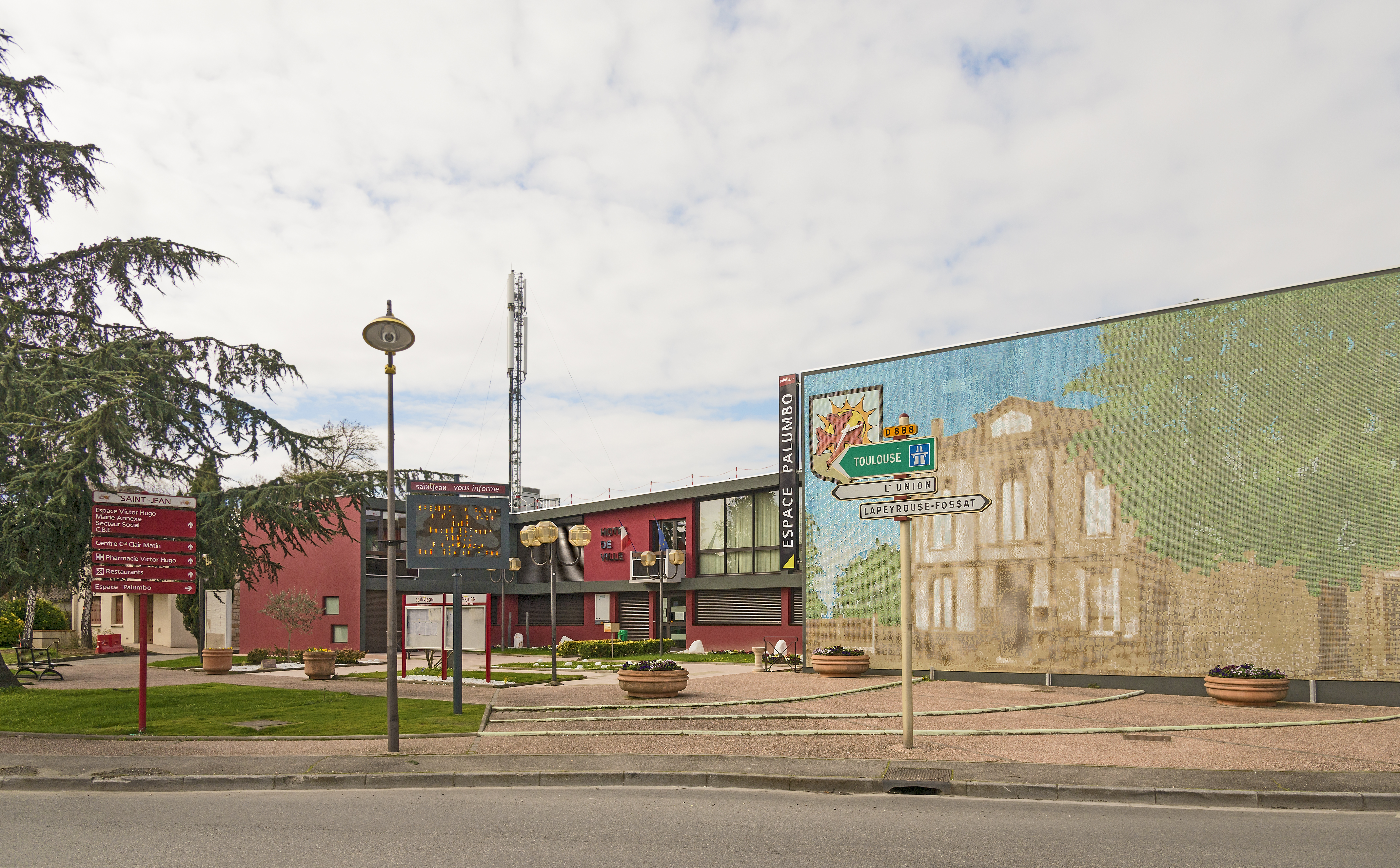
Мэрия
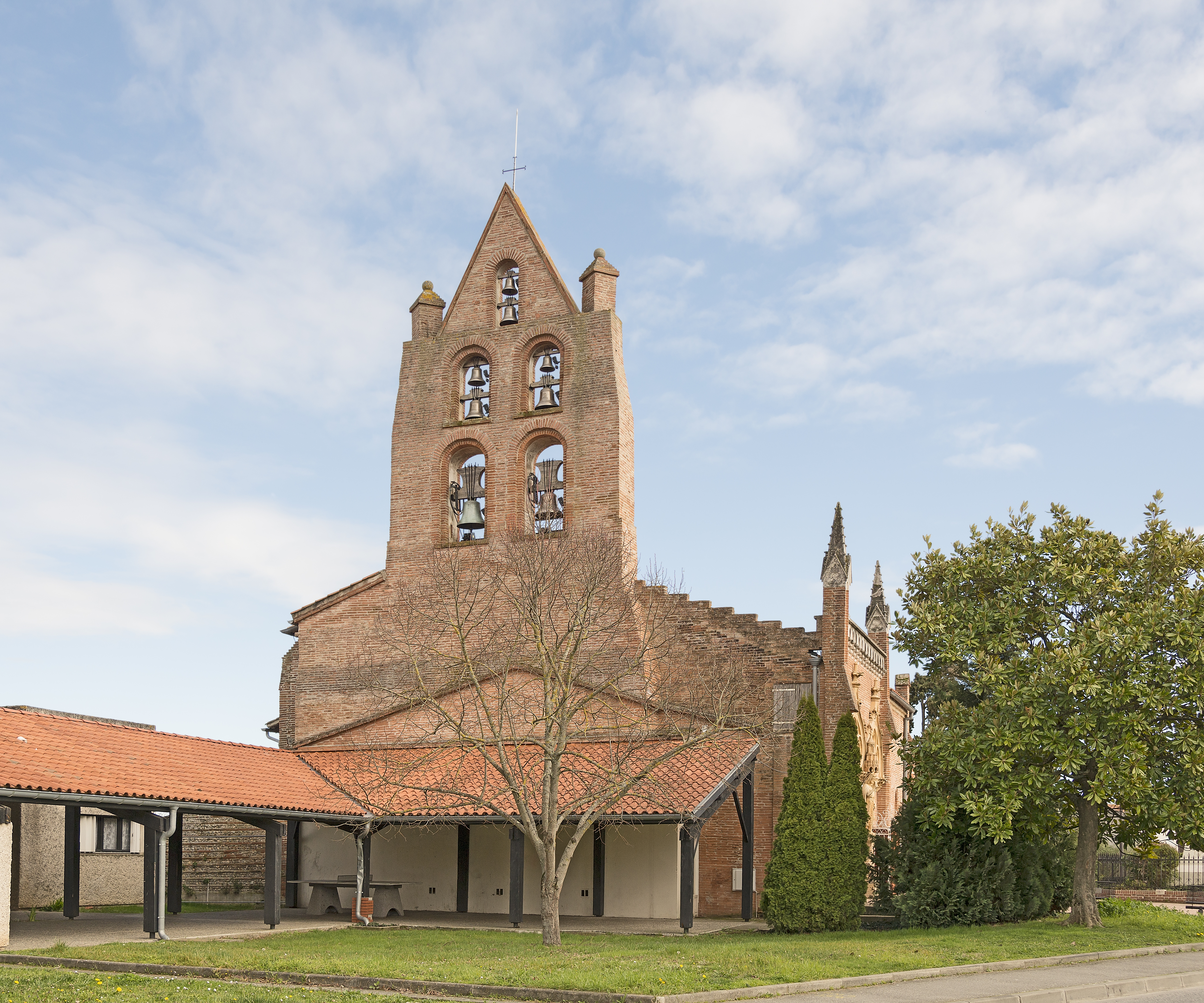
Церковь Св. Иоанна Крестителя
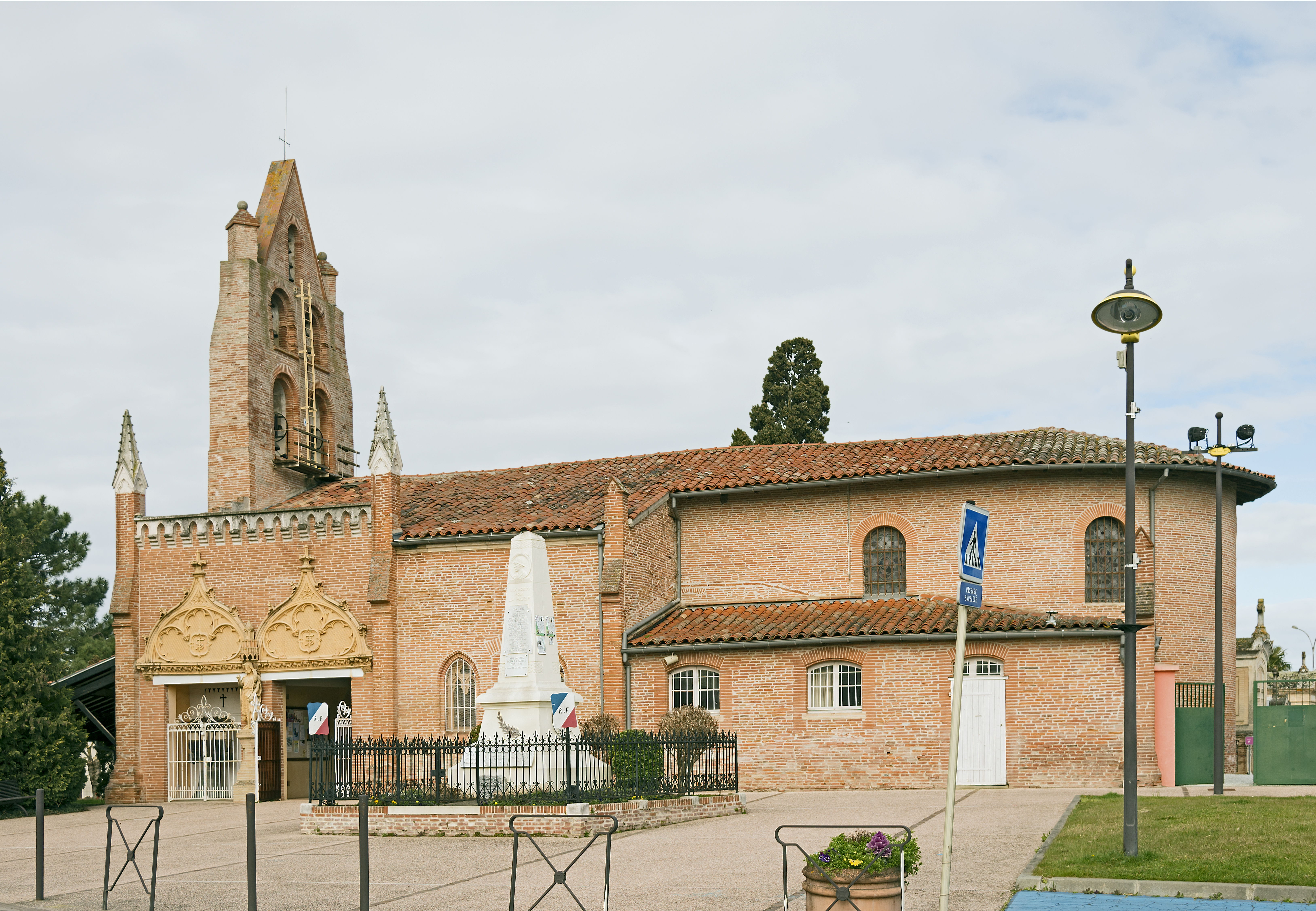
Церковь Св. Иоанна Крестителя и военный мемориал
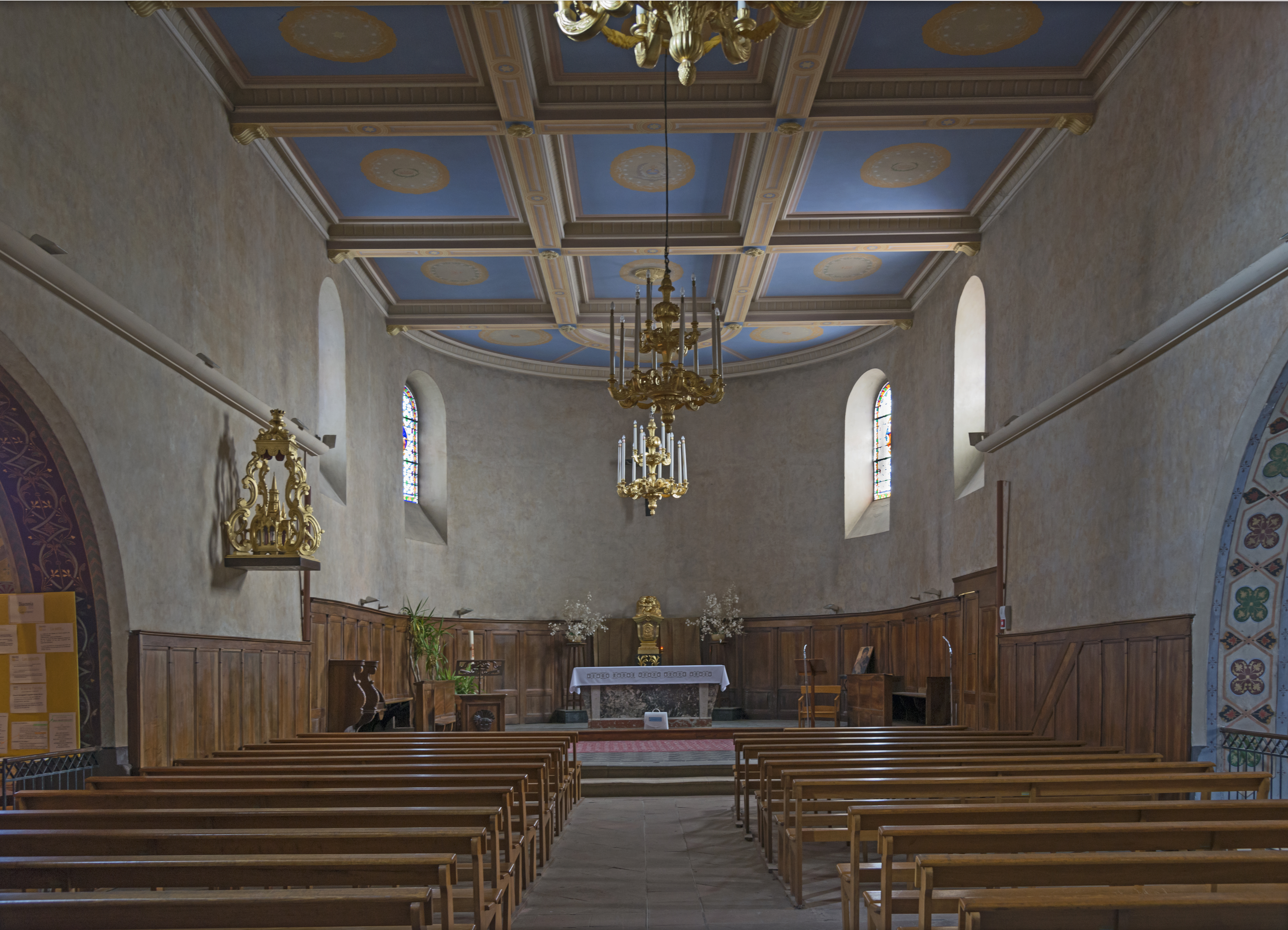
Интерьер церкви Св. Иоанна Крестителя
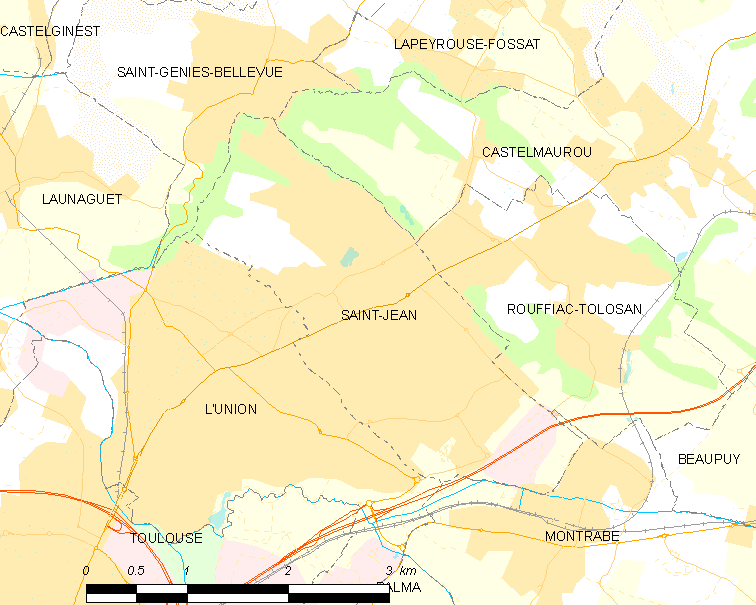
Карта коммуны